# Ophiomitra matsumotoi
Ophiomitra matsumotoi is een slangster uit de familie Ophiacanthidae.
De wetenschappelijke naam van de soort werd in 1916 gepubliceerd door Austin Hobart Clark.